# أندريه ألموند
أندريه ألموند (بالفرنسية: André Allemand)‏ وُلد في 12 ديسمبر 1927 في بو، البرانيس الأطلسية، وهو جندي مظلات ودبلوماسي فرنسي، واليوم هو كاتب رواية بوليسية.